# Université de Chiang Mai
L'université de Chiang Mai (en thaï : มหาวิทยาลัยเชียงใหม่ ; en anglais : Chiang Mai University) est une université publique thaïlandaise située à Chiang Mai, dans le nord du pays. 

## Évènements
L'université de Chiang Mai a accueillis les Olympiades internationales de mathématiques en 2015.

## Personnalités liées
- Bunsom Martin, professeur et président de l'université.

### Source
- (en) Cet article est partiellement ou en totalité issu de l’article de Wikipédia en anglais intitulé « Chiang Mai University » (voir la liste des auteurs).